# Балет Мариинского театра
Бале́т Марии́нского теа́тра — культурное достояние россиийского, европейского и мирового хореографического искусства. История балетной труппы Мариинского театра начиналась с придворных спектаклей, где участвовали многие профессиональные танцовщики и танцовщицы, появившиеся после учреждения императрицей Анной Иоанновной в 1738 году Танцевальной школы под руководством французского педагога Жана Батиста Ланде.
Балетная труппа входила в состав театров:
- Петербургского Большого театра (Каменного; с 1783);
- Мариинского театра с 1860;
- Государственного Мариинского театра (с 1917), переименованного в 1920 году в Государственный академический театр оперы и балета (с 1935 театр носил имя С. М. Кирова), возвратившего в 1992 году своё прежнее название — Мариинский театр.

## XIX век

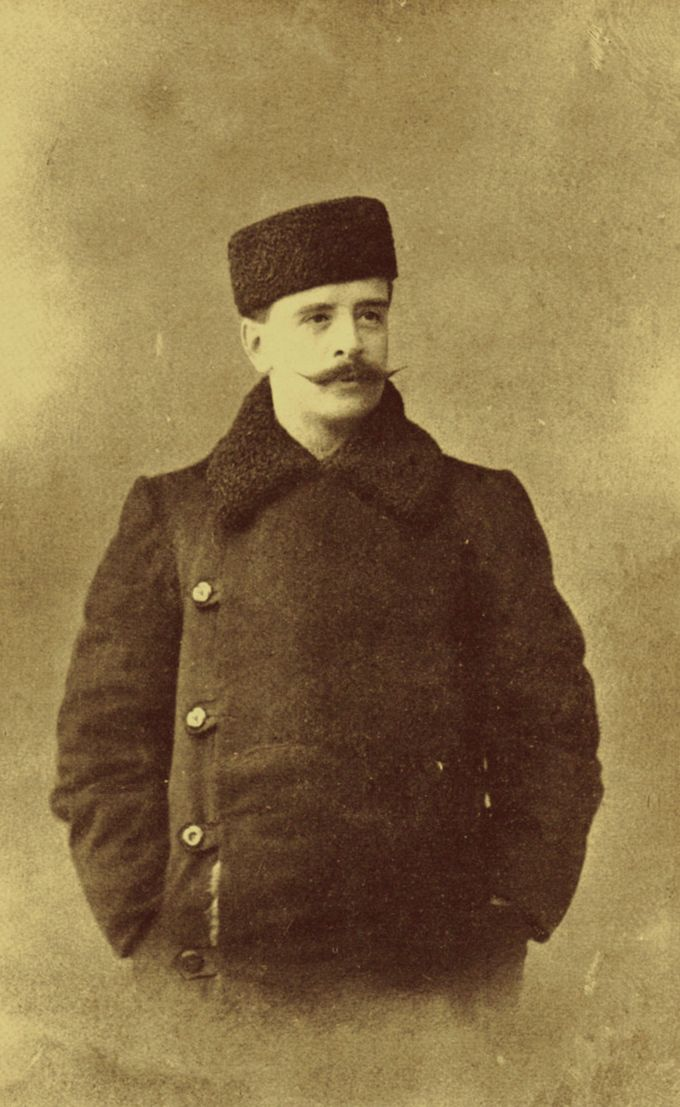
Рикардо Дриго, 1894

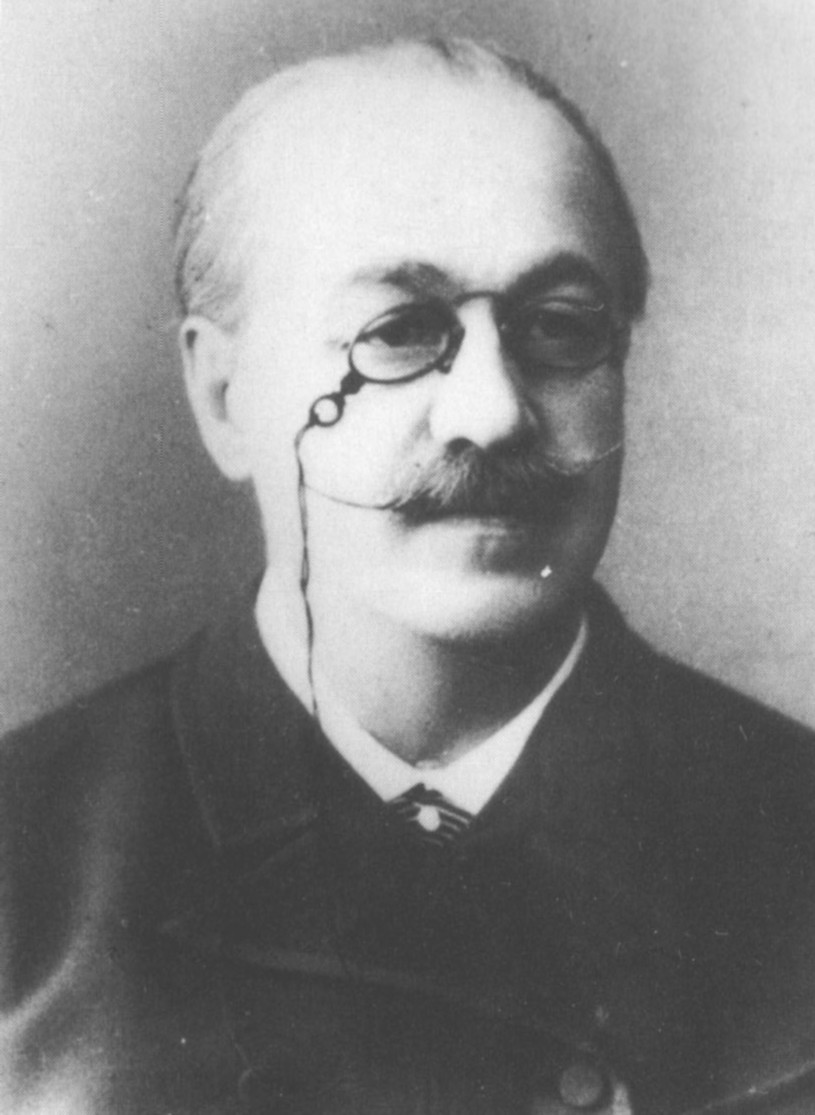
Лев Иванов, 1885

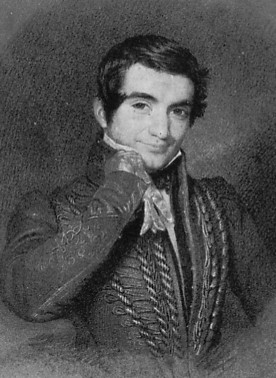
Цезарь Пуньи, 1840

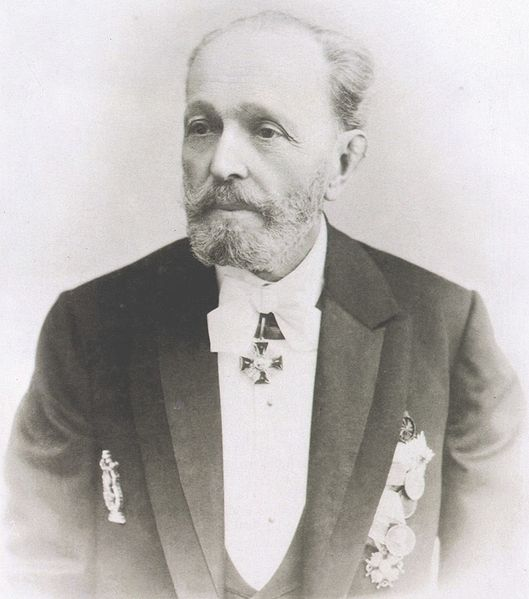
Мариус Петипа, 1898

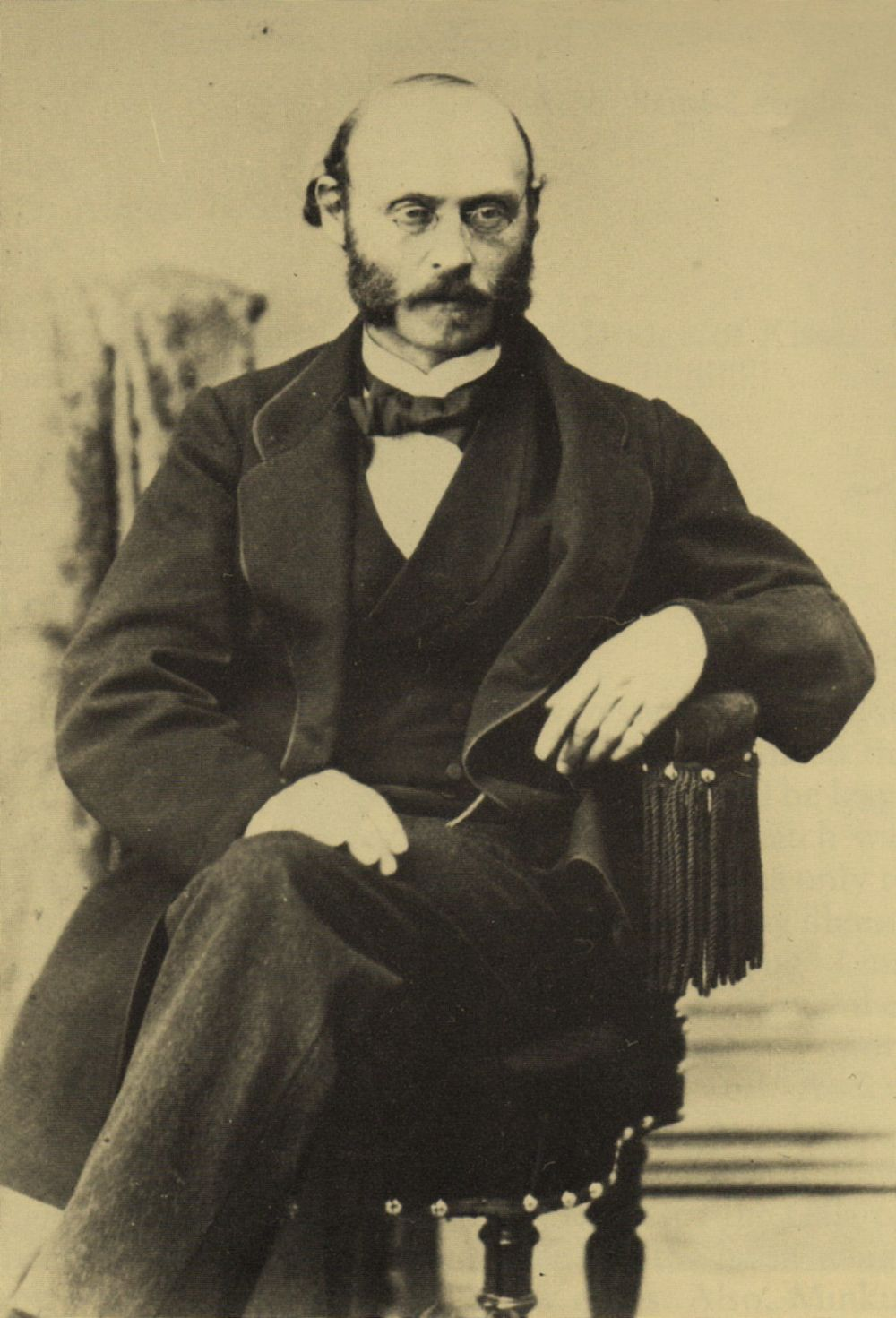
Леон Минкус,1865

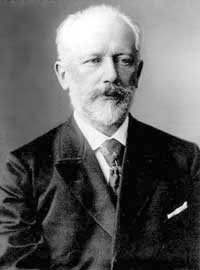
Пётр Чайковский

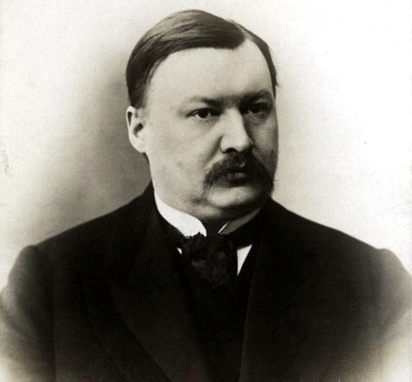
Александр Глазунов

Заметное влияние на развитие петербургского балета оказал Ш. Л. Дидло. Танцевальные поэмы Дидло «Зефир и Флора» (1804), «Амур и Психея» (1809), «Ацис и Галатея» (1816) Кавоса предвещали наступление романтизма. В 1823 театр поставил балет «Кавказский пленник, или Тень невесты» на муз. Кавоса (1823). В репертуаре, созданном Дидло, раскрылись таланты М. И. Даниловой, Е. И. Истоминой, Е. А. Телешовой, А. С. Новицкой, Огюста (О. Пуаро), Н. О. Гольца. В 1837 году итальянский хореограф Ф. Тальони и его дочь М. Тальони показали в Петербурге балет «Сильфида». В 1842 в балете «Жизель», в постановке Ж. Коралли и Ж. Перро, с успехом выступила Е. И. Андреянова. В 1848—1859 годах петербургский балет возглавил Ж. Перро, который поставил балеты «Эсмеральда», «Катарина» и «Фауст» Пуньи. В 1859 году балет возглавил балетмейстер А. Сен-Леон, поставил балеты «Конёк-Горбунок» (1864) и «Золотая рыбка» (1867).
Преемником Перро и Сен-Леона стал Мариус Петипа (с 1847 солист балета, затем — балетмейстер, в 1869—1903 — главный балетмейстер театра).
За время своего пребывания в России Мариус Петипа поставил на императорской сцене балеты: «Дочь фараона» на музыку Цезаря Пуни, в 1862 году; «Царь Кандавл» Цезаря Пуни, в 1868 году; «Дон Кихот» Л. Ф. Минкуса, 1869; «Две звезды» Цезаря Пуни, 1871; «Баядерка» Л. Ф. Минкуса, 1877; «Спящая красавица» П. И. Чайковского, в ред. Дриго, (1890—1895), I и III акты, в сотрудничестве с Львом Ивановым (ивановский текст — 2-я картина первого акта, венецианский и венгерский танцы во втором акте, третий акт, за исключением апофеоза); «Лебединое озеро» (совместно с Л. И. Ивановым, 1895); «Раймонда» на музыку А. К. Глазунова, 1898; «Корсар» на музыку Адана, Пуни, Дриго, Делиба, Петр Ольденбургского, Минкуса и Трубецкого, 1898; «Пахита» Дельдевеза, 1899; «Испытания Дамиса» А. К. Глазунова, 1900; «Времена года» (Четыре времени года) А. К. Глазунова, 1900; «Арлекинада» (Миллионы Арлекина) Дриго, 1900; «Ученики господина Дюпре», 1900; «Волшебное зеркало» Корещенко, 1904; «Роман бутона розы», Дриго (премьера не состоялась).
Балеты Мариуса Петипа требовали высокого профессионализма труппы, который достигался благодаря педагогическим талантам Христиана Иогансона, Энрико Чеккетти . В балетах Петипа и Иванова выступали: М. Суровщикова-Петипа, Екатерина Вазем, Е. П. Соколова, В. А. Никитина, Мария Петипа, П. А. Гердт, П. К. Карсавин, Н. Г. Легат, И. Ф. Кшесинский, К. М. Куличевская, А. В. Ширяев.

## XX век

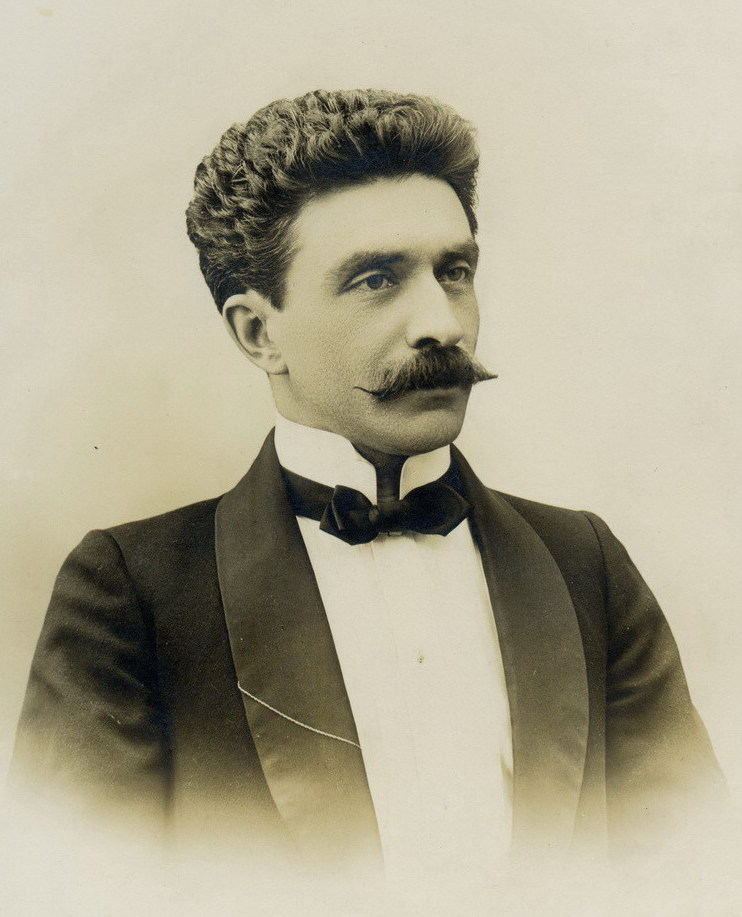
А. В. Ширяев, 1904

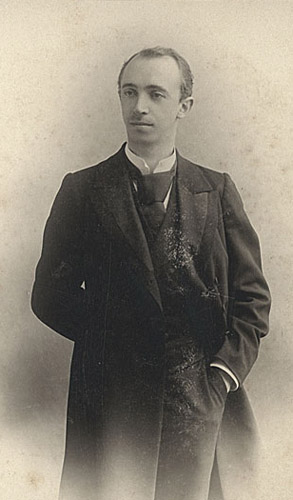
А. А. Горский, 1906

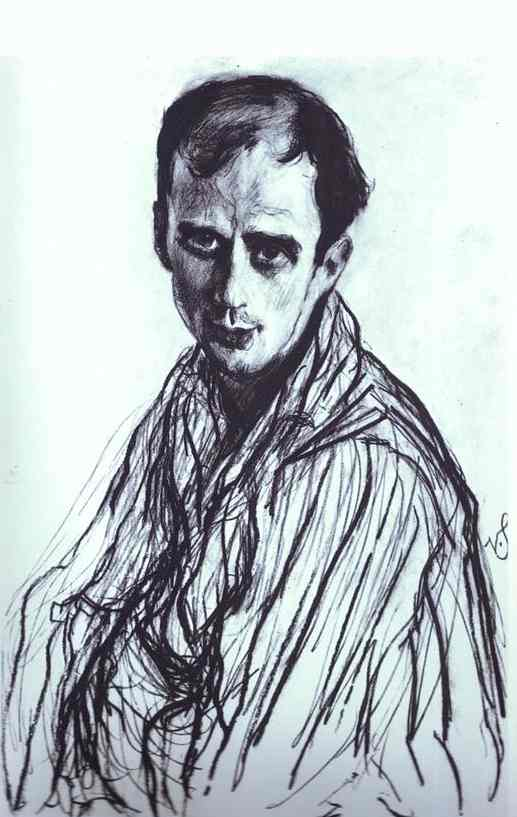
Михаил Фокин, 1909

В начале XX века хранителями академических традиций были артисты: Ольга Преображенская (1871—1962), Матильда Кшесинская, Вера Трефилова, Ю. Н. Седова, Агриппина Ваганова, Л. Н. Егорова, Н. Г. Легат, С. К. Андрианов, Мария Кожухова (1897—1959), Ольга Спесивцева (1895—1991).
В поисках новых форм Михаил Фокин опирался на современное изобразительное искусство. Излюбленной сценической формой балетмейстера стал одноактный балет с лаконичным непрерывным действием, с чётко выраженной стилистической окраской.
Михаилу Фокину принадлежат балеты: «Павильон Армиды» , 1907; «Шопениана», 1908; «Египетские ночи», 1908; « Карнавал», 1910; « Петрушка», 1911; «Половецкие пляски» в опере «Князь Игорь», 1909. В балетах Фокина прославились Тамара Карсавина, Вацлав Нижинский и Анна Павлова.
Первый акт балета «Дон Кихот», на музыку Людвига Минкуса (по мотивам балета М. Петипа) дошёл до современников в редакции Александра Горского 1900 года.
Позднее, в 1963 году был поставлен «Конек-Горбунок» (Александра Горского, возобновлённый Михайловым, Балтачеевым и Брускиным.
С 1924 года в театре ставил спектакли Фёдор Лопухов, первой постановкой которого стал спектакль «Ночь на Лысой горе», (музыка — Модест Мусоргский); затем в 1927 году — «Ледяная дева»; 1929 — «Красный мак», совместно с Пономарёвым и Леонтьевым; 1931 — «Болт», музыка — Дмитрий Шостакович, 1944 — «Тщетная предосторожность» на музыку П. Гертеля (Ленинградский Малый оперный театр в эвакуации в Оренбурге и Ленинградский театр оперы и балета им. С. М. Кирова); 1947 — «Весенняя сказка» муз. Б. Асафьева (по музыкальным материалам Чайковского) (Ленинградский театр оперы и балета им. С. М. Кирова)
В первые годы после Октябрьской революции 1917 года перед театром встали задачи сохранения наследия. В театре работали ведущие артисты:
Э. Вилль, Е. П. Гердт, Пётр Гусев, А. В. Лопухов, Е. М. Люком, О. П. Мунгалова, В. И. Пономарёв, В. А. Семёнов, Б. В. Шавров.
- В 1930 году — балетмейстерами Василием Вайноненом, Леонидом Якобсоном и В. П. Чесноковым был поставлен Балет «Золотой век» на музыку — Дмитрия Шостаковича.
- С 1932 по 1942 годы были поставлены балеты: «Пламя Парижа», балетмейстер Василий Вайнонен, 1932; «Бахчисарайский фонтан», балетмейстер Ростислав Захаров, 1934; в 1939 году — «Лауренсия», балетмейстер Вахтанг Чабукиани.

В 1940 году балетмейстер Леонид Лавровский поставил балет «Ромео и Джульетта». Позднее этот спектакль возобновил Семён Каплан, в 1975 году.
В годы Великой Отечественной войны артисты, оставшиеся в блокадном Ленинграде, под руководством О. Г. Иордан выезжали на фронт, выступали на заводах и в госпиталях. Основной коллектив был эвакуирован в Пермь, где в 1942 году был поставлен спектакль «Гаянэ», балетмейстером Ниной Анисимовой.
Солистами балета театра периода 1920—1940 годов стали ученики А. Я. Вагановой, М. Ф. Романовой, Е. П. Снетковой-Вечесловой, В. И. Пономарева и А. В. Ширяева: Нина Анисимова, Фея Балабина, Татьяна Вечеслова, Наталья Дудинская, А. Н. Ермолаев, Н. А. Зубковский, О. Г. Иордан, Марина Семёнова, Константин Сергеев, Галина Уланова, Вахтанг Чабукиани и Алла Шелест, Татьяна Вечеслова.
В 1941 году после окончания Московского хореографического училища по классу петербургского педагога Марии Кожуховой в театр поступила Инна Зубковская.
В послевоенное время репертуар балета театра имени Кирова появились новые постановки, в которых танцевали: И. Д. Бельский, Б. Я. Брегвадзе, Инна Зубковская, Нинель Кургапкина, Аскольд Макаров, Ольга Моисеева, Н. А. Петрова, В. Д. Ухов, К. В. Шатилов Н. Б. Ястребова.
В последних выпусках А. Я. Вагановой 1950-х годов появились и засверкали два имени: Ирина Колпакова и Алла Осипенко, с сезона 1957 года в театре появилась ученица В. С. Костровицкой Габриэла Комлева, в 1958 году театре появилась ученица Н. А. Камковой Алла Сизова, в 1959 году Е. В. Ширипина выпустила будущую мировую звезду Наталию Макарову, в 1963 году в театре появилась ученица Л. М. Тюнтиной Наталья Большакова, в 1966 году — ученица того же педагога Елена Евтеева, в 1970 году в театре появились ученица Н. В. Беликовой Галина Мезенцева, и ученица Е. В. Ширипиной Татьяна Терехова. В 1970—1972 годах. в театре танцевала выпускница класса Н. В. Беликовой Людмила Семеняка, в кировском балете работали ученики Александра Пушкина Рудольф Нуреев, с 1958 года и Михаил Барышников, 1967 года, с 1958 года — Юрий Соловьёв (ученик Бориса Шаврова). В 1964—1972 годах в театре танцевал Валерий Панов, ученик С. С. Каплана. В 1974 году в труппу пришёл ученик А. Л. Кумысникова, будущий премьер Константин Заклинский. Среди ведущих солистов в 1980-х годах были также выпускники других балетных школ — Евгений Нефф и Владимир Петрунин.
В 1980-х годах в театр пришло следующее поколение, среди новых звёзд Алтынай Асылмуратова, Фарух Рузиматов, Елена Панкова, Жанна Аюпова, Лариса Лежнина, Анна Поликарпова.

## XXI век
В новом тысячелетии в балетной труппе театра: Ульяна Лопаткина, Диана Вишнёва, Юлия Махалина, Алина Сомова и Виктория Терёшкина. В июле 2024 года Андриан Фадеев был назначен художественным руководителем балетной труппы Мариинского театра.

### Артисты балета
В сезоне 2024/25 основу балета Мариинского театра составляют следующие артисты:

#### Балерины и премьеры
- Надежда Батоева
- Диана Вишнёва
- Екатерина Кондаурова
- Олеся Новикова[англ.]
- Оксана Скорик[англ.]
- Виктория Терёшкина
- Рената Шакирова
- Тимур Аскеров
- Андрей Ермаков
- Евгений Иванченко
- Кимин Ким
- Филипп Стёпин
- Данила Корсунцев (приглашённый солист)

#### Первые солисты
- Елена Евсеева
- Мария Ильюшкина
- Анастасия Колегова
- Мей Нагахиса
- Екатерина Осмолкина
- Елена Свинко
- Александра Хитеева
- Мария Хорева
- Кристина Шапран
- Мария Ширинкина
- Роман Беляков
- Константин Зверев
- Эван Капитен
- Евгений Коновалов
- Никита Корнеев
- Александр Сергеев

#### Вторые солисты
- Влада Бородулина
- Мария Буланова
- Александра Иосифиди
- Дарья Куликова
- Анастасия Лукина
- Валерия Мартынюк
- Камилла Мацци
- Анастасия Нуйкина
- Яна Селина
- Татьяна Ткаченко
- Давид Залеев
- Максим Зюзин
- Руслан Стенюшкин
- Алексей Тимофеев

#### Солисты, исполняющие характерные и актёрские партии
- Елена Баженова
- Ольга Белик
- Алиса Русина
- Ислом Баймурадов
- Сослан Кулаев
- Дмитрий Пыхачов
- Василий Щербаков
- Андрей Яковлев

#### Корифеи
- Есения Анушенкова
- Шамала Гусейнова
- Дарья Ионова
- Виктория Краснокутская
- Валерия Кузнецова
- Биборка Лендваи
- Анастасия Никитина
- Юлиана Черешкевич
- Мария Чернявская
- Злата Ялинич
- Ярослав Байбордин
- Раманбек Бейшеналиев
- Максим Изместьев
- Роман Малышев
- Киан Джеймс Мангис
- Павел Михеев
- Алексей Недвига
- Аарон Осава-Горовиц
- Григорий Попов
- Ярослав Пушков
- Андрей Соловьёв

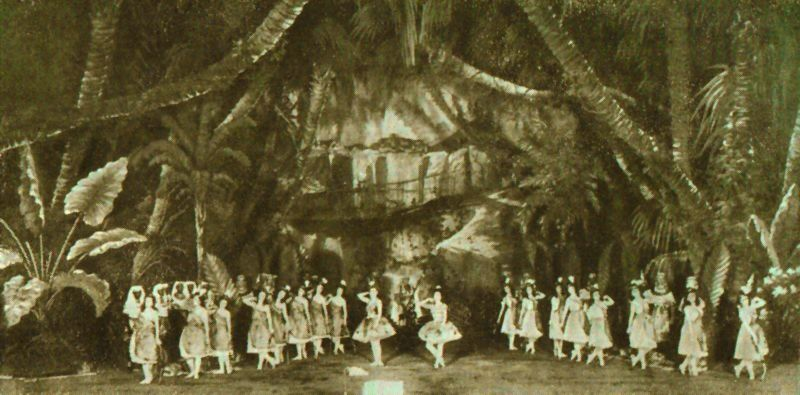
«Дочь фараона», 1898 год
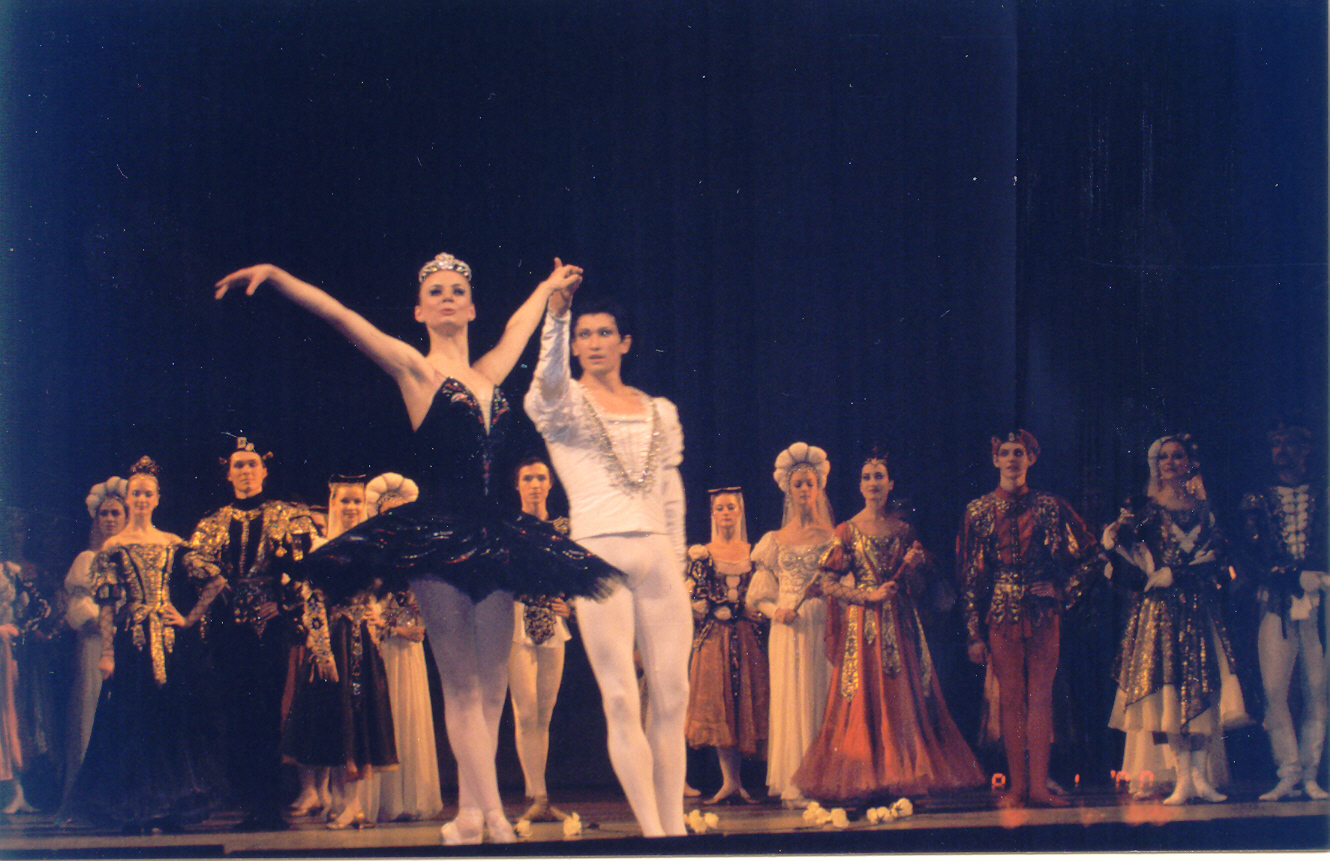
«Лебединое озеро», 2005 год
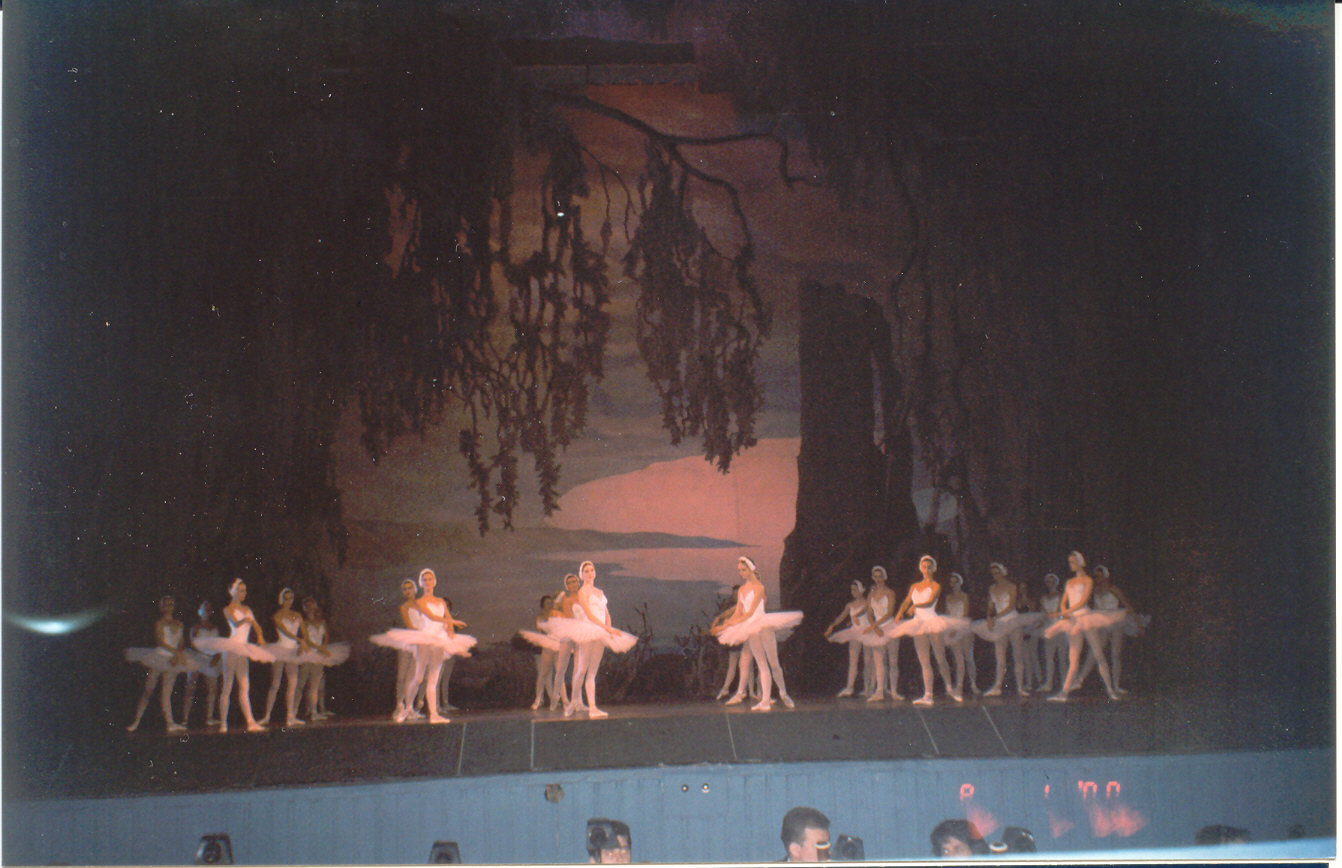
«Лебединое озеро», 2004 год
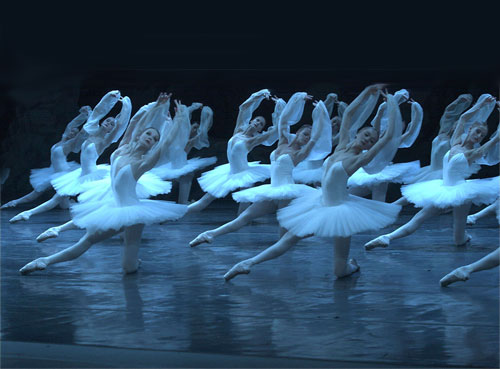
«Баядерка», 2011 год

## Премии
- В 1988 году Балет Кировского (Мариинского) театра получил британскую Премию Лоренса Оливье в номинации «За выдающиеся заслуги в балете» за сезон, проведенный на сцене лондонского Королевского оперного театра.